# Hầu tước xứ Reading
Hầu tước xứ Reading (tiếng Anh: Marquess of Reading) là tước vị thuộc Đẳng cấp quý tộc Vương quốc Liên hiệp Anh. Nó được tạo ra vào năm 1926 cho Rufus Isaacs, người đã từng là Thành viên Quốc hội đại diện cho Reading từ năm 1904 đến năm 1913, trước khi được bổ nhiệm vào ghế Phó vương Ấn Độ và Tư pháp đại thần Anh và xứ Wales. Năm 1914, Ông đã được trao tước vị Nam tước xứ Reading, của Erleigh ở Hạt Berkshire, Năm 1916, được phong tước vị Tử tước xứ Reading của Erleigh ở Hạt Berkshire, và Tử tước xứ Erleigh, của Erleigh ở Hạt Berkshire, và Bá tước xứ Reading, vào năm 1917.
Hầu tước Reading là tước hiệu cao nhất thuộc đẳng cấp quý tộc ở nước Anh được trao cho một Người Do Thái, và là danh hiệu gần đây nhất được tạo ra còn tồn tại thuộc đẳng cấp Vương quốc Liên hiệp Anh (Hầu tước xứ Willingdon được tạo ra vào năm 1936 nhưng đã bị thu hồi vào năm 1979 do không có người kế thừa nam). Với vai trò này, Hầu tước xứ Reading hiện có vị trí xếp thứ nhất trong Thứ tự ưu tiên ở Anh và xứ Wales.
Sau cái chết của Hầu tước thứ 1 xứ Reading, ông đã được kế vị bởi con trai của mình, vị Hầu tước thứ hai. Người này đã giữ chức vụ bộ trưởng từ năm 1951 đến năm 1957 trong Chính quyền bảo thủ của Winston Churchill và Anthony Eden. Người đang giữ tước vị hiện tại là Công tước xứ Reading thứ 4. Nơi ở của gia đình công tước là Jaynes Court, gần Bisley, Gloucestershire.
Vào tháng 05/1804, tước hiệu Nam tước Reading được trao cho thủ tướng sắp mãn nhiệm, Henry Addton, như một tước vị phụ của chế độ hưu trí thông thường dành cho các thủ tướng. Tuy nhiên, Addton đã từ chối vinh dự này, mặc dù sau đó đã chấp nhận làm Tử tước xứ Sidmouth.

## Hầu tước xứ Reading (1926)
Các tước hiệu khác (Hầu tước thứ 1 trở đi): Nam tước xứ Reading (UK, 1914), Tử tước xứ Reading (UK, 1916), Tử tước xứ Erleigh (UK, 1917), Bá tước xứ Reading (UK, 1917) , Năm 1917)
- Rufus Isaacs, Hầu tước thứ 1 xứ Reading (1860–1935)
- Gerald Isaacs, Hầu tước thứ 2 xứ Reading (1889–1960)
- Michael Isaacs, Hầu tước thứ 3 xứ Reading (1916–1980)
- Simon Isaacs, Hầu tước thứ 4 xứ Reading (sinh năm 1942)

Người thừa kế ấn định tước vị là con trai của công tước hiện tại, Julian Michael Rufus Isaacs, Tử tước Erleigh (sinh năm 1986).